# TAAG Angola Airlines
TAAG Angola Airlines E.P. (in portoghese: TAAG Linhas Aéreas de Angola E.P.) è la compagnia aerea di bandiera dell'Angola. Con sede a Luanda, la compagnia gestisce una flotta composta esclusivamente da Boeing su servizi domestici all'interno dell'Angola, servizi a medio raggio in Africa e servizi a lungo raggio verso Brasile, Cuba e Portogallo.
La compagnia aerea è stata originariamente istituita dal governo come DTA – Divisão dos Transportes Aéreos nel 1938, ribattezzata TAAG Angola Airlines nel 1973 e ha ottenuto lo status di compagnia di bandiera nel 1975. Ora è membro sia dell'International Air Transport Association che dell'African Airlines Association.

## Storia

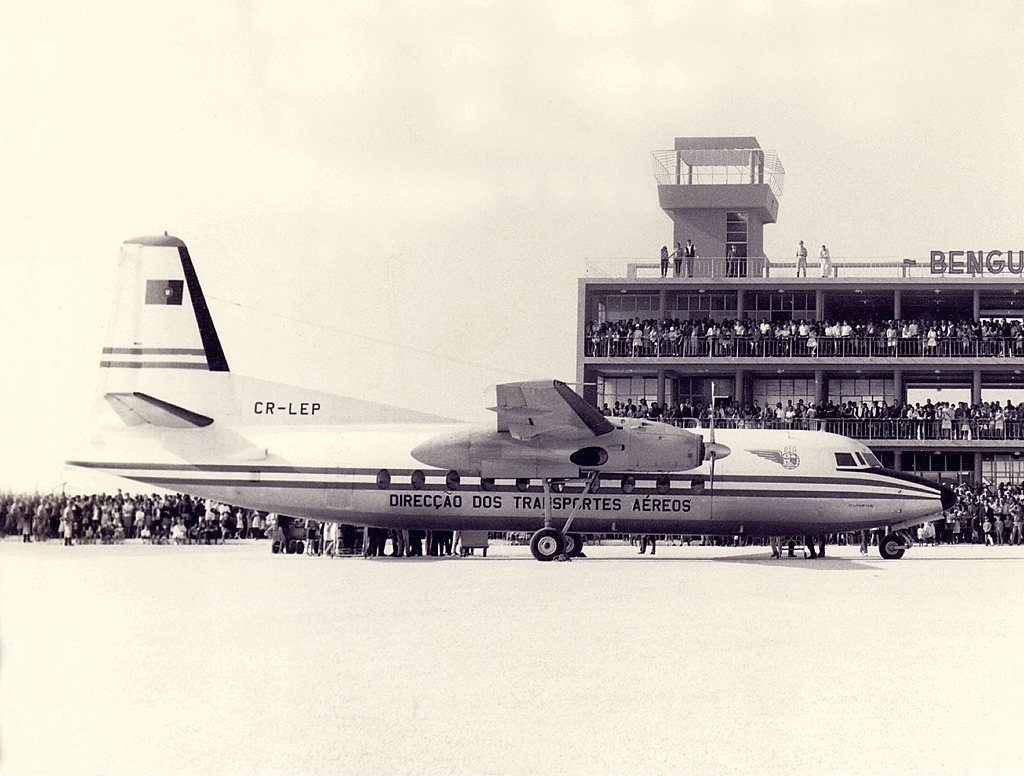
Un Fokker F27 della DTA nel 1965.

### DTA - Divisão dos Transportes Aéreos (1938-1973)
Le origini del vettore possono essere fatte risalire al 1937, quando il presidente del Portogallo Óscar Carmona raccomandò a Joaquim de Almeida Baltazar di creare una compagnia aerea in Angola. Nel settembre 1938 venne quindi costituita DTA - Divisão dos Transportes Aéreos come divisione dell'amministrazione delle ferrovie, dei porti e del trasporto aereo dell'Africa occidentale portoghese. Era di proprietà e gestita dal governo, che autorizzò l'acquisizione di tre Dragon e due Junkers Ju 52, anche se gli ultimi due velivoli non furono consegnati a causa dello scoppio della seconda guerra mondiale. Le operazioni iniziarono il 17 luglio 1940 utilizzando i biplani De Havilland Dragon Rapide. Le prime rotte ad essere operate furono istituite dall'Aero Club dell'Angola e comprendevano due linee principali: una che collegava Luanda a Pointe Noire, con collegamenti con i servizi aeromarittimi verso l'Europa, e l'altra Luanda-Benguela–Lobito che fu poi estesa a Moçâmedes. I voli furono interrotti a intermittenza durante la seconda guerra mondiale a causa della scarsità di pezzi di ricambio, ma alla fine della guerra la compagnia riprese le operazioni regolarmente. Due Stinson Reliant acquistati dal Congo Belga nel 1944 permisero alla compagnia di riprendere i servizi costieri. Il DC-3 e il Beechcraft 18 si unirono alla flotta nel 1946. Nel marzo di quell'anno fu lanciata una nuova rotta per Leopoldville. La compagnia entrò a far parte dell'International Air Transport Association nel 1951. Anche quell'anno, la compagnia estese la rotta per Leopoldville all'estremo est, servendo Lourenço Marques, ma questa destinazione fu successivamente abbandonata a causa delle scarse prestazioni finanziarie. DTA operava anche una rotta che collegava Luanda con Lourenço Marques via Livingstone tra il 1951 e il 1952; la scarsa occupazione spinse la compagnia a sospendere il servizio. Nel 1956 fu varata una rotta di 700 miglia (1.100 km) per São Tomé.
Nell'aprile del 1960, la flotta era composta da quattro Beech 18, sette DC-3 e tre DH.89. Un anno dopo, DTA divenne la terza compagnia aerea africana ad ordinare il Fokker F27, con l'acquisizione di due esemplari. A quel tempo, la compagnia aveva una rete di rotte lunga 3.300 miglia (5.300 km). Gli F-27 furono incorporati nella flotta nel 1962. Servito con questi nuovissimi velivoli, Windhoek fu aggiunta alla rete di rotte quell'anno.

### TAAG Angola Airlines (1973-)

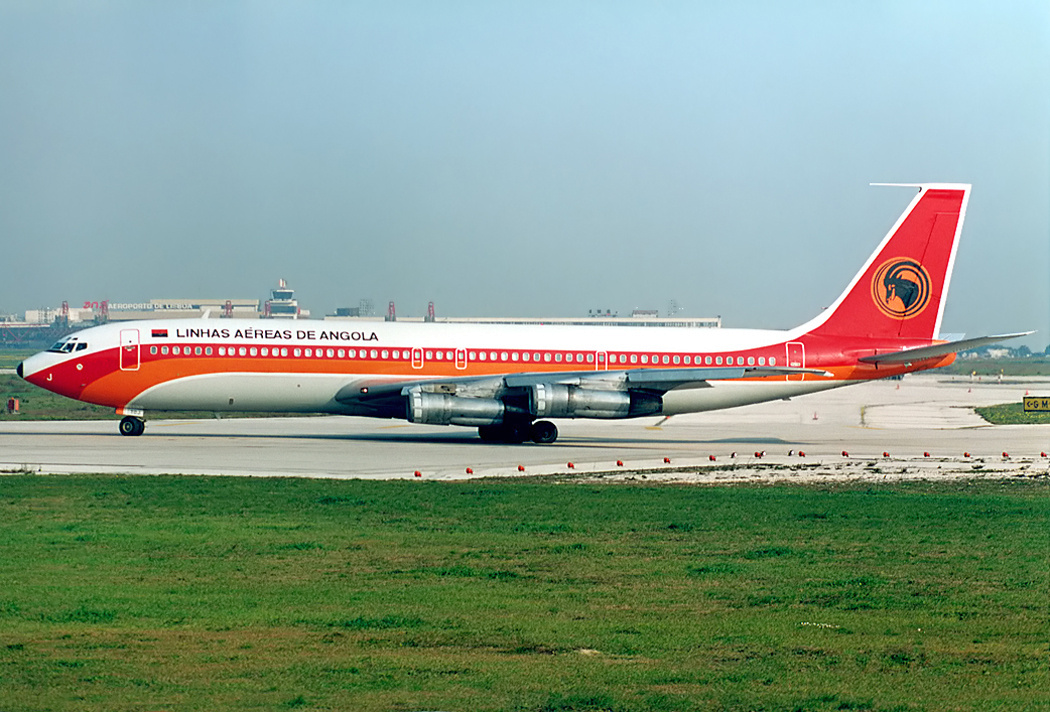
Un Boeing 707 visto a Lisbona nel 1991.

Dopo essere stata rinominata TAAG - Transportes Aéreos de Angola il 1 ottobre 1973, la compagnia venne riorganizzata e ricostituita. Gli azionisti della società all'epoca erano il governo angolano (51%), TAP Air Portugal (29%) e gli ex dipendenti DTA (20%). Nel 1974 furono ordinati quattro Boeing 737-200. Lo stesso anno fu presentata una nuova livrea che includeva il Palança Negra. Tre F27 e sei DC-3 comprendevano la flotta nel marzo 1975. In quell'anno il paese ottenne l'indipendenza dal Portogallo e la società diventò la compagnia di bandiera dell'Angola nel mese di ottobre. A novembre prese in consegna il primo Boeing 737-200. Nel gennaio 1976, la consegna di due Boeing 737-200C fu bloccata dal Dipartimento di Stato degli Stati Uniti; l'embargo fu revocato due mesi dopo, dopo la fine della guerra civile nel paese. Valutati circa 18 milioni di dollari, questi due velivoli furono finalmente consegnati alla fine di aprile di quell'anno. Nel febbraio dello stesso anno, un Fairchild FH-227 ex-Allegheny Airlines in volo per Suidwes Lugdiens fu costretto ad atterrare a Luanda mentre sorvolava il territorio angolano. Il paese prese il controllo dell'aereo, che in seguito venne segnalato essere in servizio con la TAAG, insieme a un ex Caravelle dell'aeronautica argentina e due F-27 ex THY Turkish Airlines. Tre Yak-40 entrarono nella flotta nel 1977, insieme ad altri velivoli di fabbricazione sovietica; alla fine dell'anno, un Boeing 707-320C della British Caledonian Airways fu venduto alla TAAG. Nel 1978, acquisì due Fokker F27 usati e un altro Boeing 737 fu ordinato un anno dopo. Un Lockheed L-100-20, immatricolazione D2-FAF, rimase coinvolto in un incidente durante l'atterraggio a São Tomé.

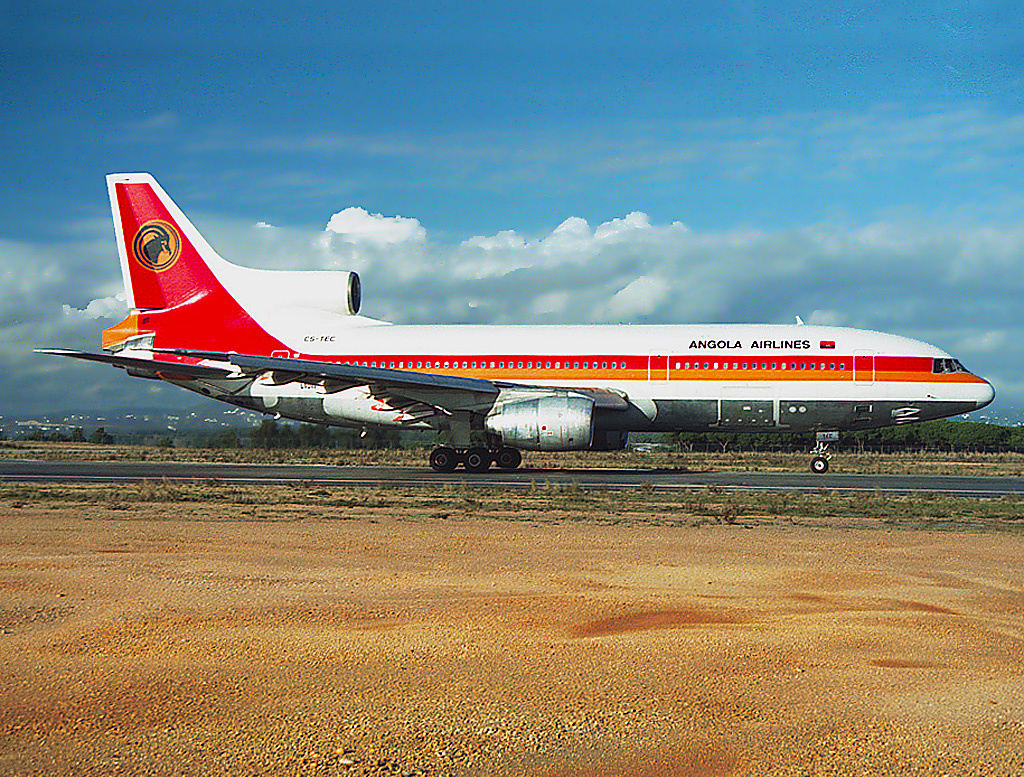
Un Lockheed L-1011-500 a Faro nel 1995.

Nel marzo 1980, il vettore aveva una flotta di tre Boeing 707-320C, tre Boeing 737-200C, sei Fokker F27 (quattro -600 e due -200), tre L-100 (due -20 e un -30) e quattro Yakovlev Yak-40 per servire una serie di destinazioni nazionali, oltre a Brazzaville, São Tomé, Lagos, Maputo, Lisbona, Mosca, Parigi e Roma. La società venne nuovamente riorganizzata nel corso dell'anno. L'8 giugno, uno Yak-40 (immatricolazione D2-TYC) si schiantò vicino a Matala provocando la morte di tutti i 19 occupanti a bordo. Il 16 maggio 1981, l'equipaggio di quattro persone a bordo di un Lockheed L-100-20 Hercules, immatricolazione D2-EAS, perse la vita in un incidente a Mongua. Durante i primi anni ottanta, la flotta comprendeva anche un piccolo numero di Antonov An-26 che iniziarono ad essere gradualmente ritirati. Uno di questi esemplari (D2-TAB) venne coinvolto in un incidente al Monte Bibala il 29 novembre 1982; 15 persone rimasero uccise. Un altro incidente mortale avvenne quasi un anno dopo, l'8 novembre 1983, quando lo schianto di un Boeing 737-200 (D2-TBN) a Lubango provocò 130 vittime. Nel 1984 furono scoperte gravi difficoltà finanziarie. A metà degli anni ottanta, un L-100 Hercules fu ritirato dal servizio e due Ilyushin Il-62M furono acquistati per operazioni a Cuba. Il vettore introdusse gradualmente il primo di questi due velivoli nel 1988. Il 21 luglio 1988, un Boeing 707 cargo di proprietà della compagnia aerea si schiantò a 20 chilometri di distanza dall'aeroporto Internazionale Murtala Muhammed; sei membri dell'equipaggio persero la vita nell'incidente.

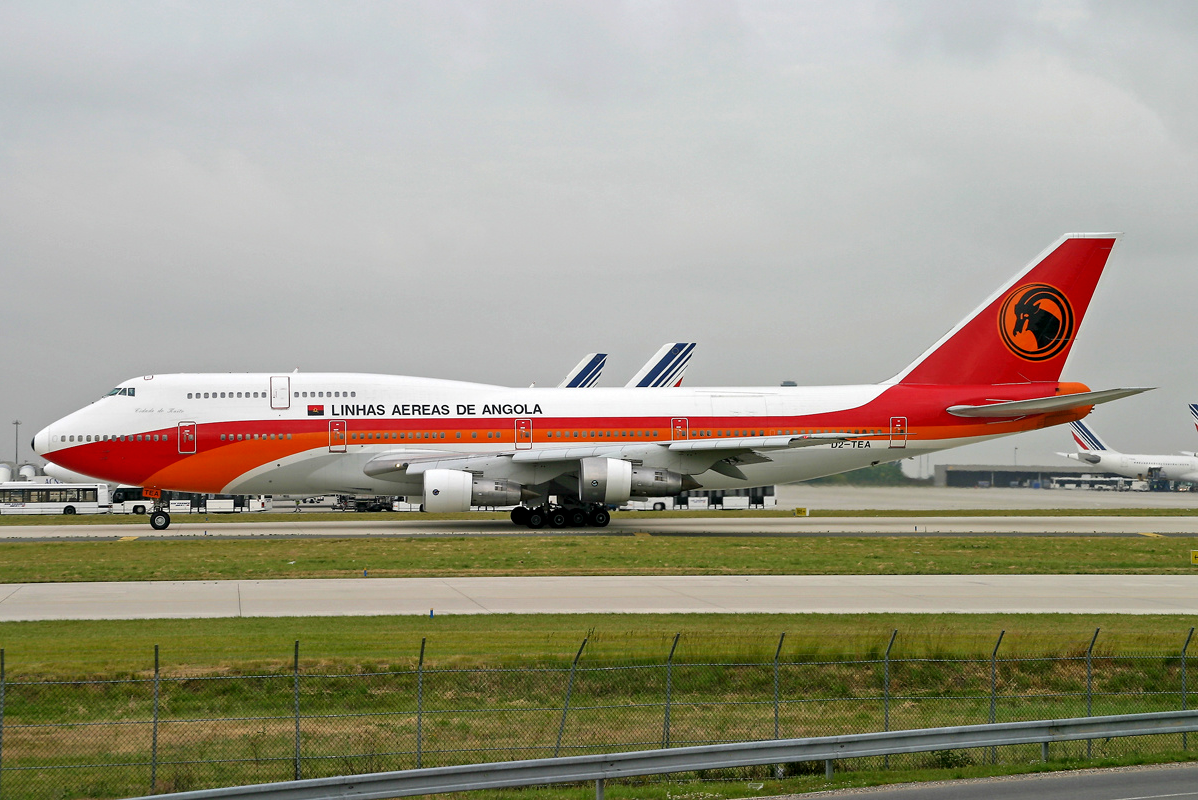
Un Boeing 747-300M visto a Parigi nel 2005.

A marzo 1990, TAAG Angola Airlines aveva come società associate TAAG-Air Charter e TAAG Aviacao Ligeira; il numero dei dipendenti era di 5.770. A quel tempo, la flotta era composta da sei Boeing 707-320 (un -320B e cinque -320C), quattro Boeing 737-200, un Boeing 737-200C, un Lockheed L100-200, sei Fokker F.27 (un -100 , un -400M, un -500 e tre -600) e due Yakovlev Yak-40. La rete del vettore comprendeva 18 punti nazionali in Angola serviti da Luanda più voli internazionali per Berlino-Schönefeld, Brazaville, L'Avana, Kinshasa, Lisbona, Lusaka, Maputo, Mosca, Parigi, Rio de Janeiro, Roma, Sal e Sao Tomé. TAAG acquistò un Boeing 747-300 Combi da Singapore Airlines nel 1997.
Nel luglio 2005, TAAG Angola Airlines informò di aver confermato un ordine per tre Boeing 777-200ER e quattro Boeing 737-700. La consegna era inizialmente prevista nel luglio 2006. I nuovi velivoli avevano lo scopo di sostituire i vecchi Boeing 747-300 e Boeing 737-200. L'ordine venne parzialmente evaso nel novembre 2006, quando sono stati consegnati due Boeing 777-200ER e tre 737-700. Uno di questi Boeing 777-200ER stabilì una distanza record per la consegna del tipo, quando ha volato per 6 940 miglia nautiche (12 850 km) tra Seattle e Luanda in 16 ore e 47 minuti. Nel marzo 2011, la flotta di Boeing 747-300 è stata ritirata dal servizio. Nel giugno dello stesso anno, la compagnia aerea ha ricevuto il suo primo Boeing 777-300ER, dei due ordinati nell'ottobre 2009; TAAG è diventato il primo vettore africano ad acquistare e gestire questo tipo di aeromobile. Altri tre Boeing 777-300ER da 293 posti sono stati ordinati nell'aprile 2012, per un valore di 895 milioni di dollari.

### Ban dall'UE e ristrutturazione

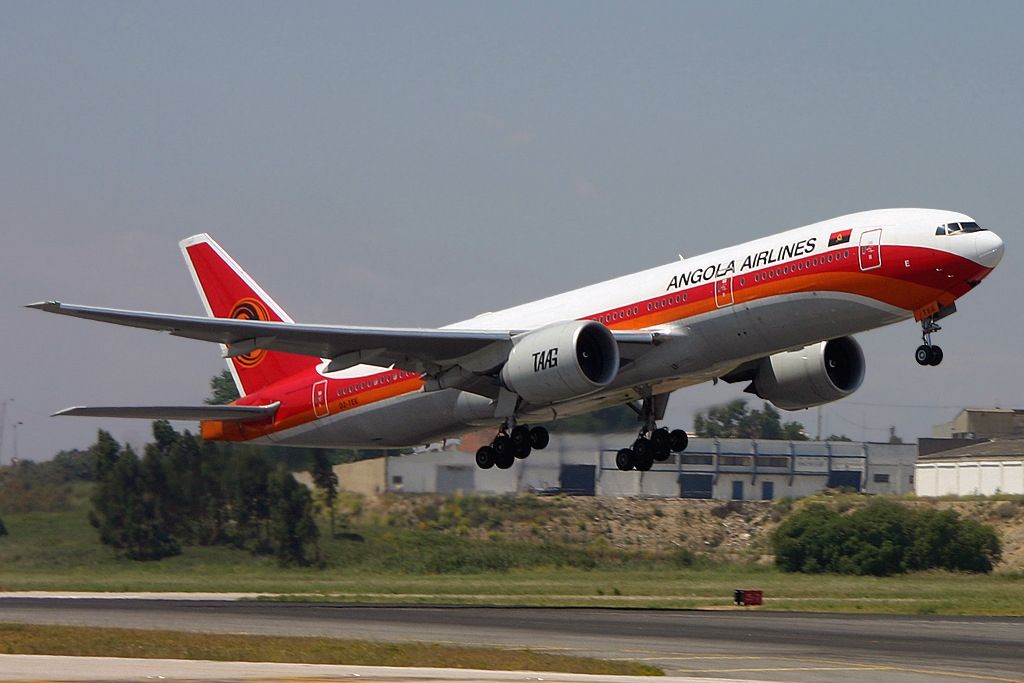
Uno dei tre 777 con cui la compagnia era stata autorizzata a volare nei cieli dell'UE.

L'Unione europea (UE), nel suo quarto aggiornamento dell'elenco delle compagnie aeree nella lista nera pubblicato nel luglio 2007, ha vietato agli aeromobili della TAAG di entrare nello spazio aereo europeo a causa di problemi di sicurezza. Allo stesso tempo, il Regno Unito ha vietato a TAAG di entrare nel suo territorio, poco prima che la compagnia stesse per iniziare i servizi per Londra-Gatwick; per rappresaglia, l'Angola vietò a British Airways di atterrare all'interno dei confini del paese. Il vettore annunciò la perdita di 5 milioni di dollari al mese a causa del divieto. Per continuare a operare voli verso l'Europa, TAAG ha noleggiato un Boeing 747-400 da South African Airways (SAA). A seguito del divieto dell'UE, nel novembre 2008 l'intero consiglio della TAAG è stato sostituito ed è stato nominato un nuovo consiglio con l'obiettivo di invertire la rotta del vettore e in particolare di rimuoverlo dalla lista nera dell'UE. All'epoca, secondo il ministro dei Trasporti, Augusto da Silva Tomás, in 14 mesi l'azienda aveva perso circa 70 milioni di dollari (55,6 milioni di euro). Il piano di turn-around includeva riduzioni del personale: prima che l'azione fosse intrapresa, c'erano circa 5.000 dipendenti. Nel 2008 TAAG ha lanciato una nuova rotta per Pechino.
Nel maggio 2009 è stato annunciato che TAAG aveva superato le ispezioni IATA. Nel luglio 2009, TAAG ha ricevuto il permesso di operare voli verso l'Europa in condizioni limitate, poiché gli è stato permesso di volare solo in Portogallo e utilizzando solo i suoi tre Boeing 777. Questa revoca parziale del divieto ha reso TAAG l'unica compagnia aerea angolana autorizzata a operare nell'UE. Dopo quasi due anni di bando dallo spazio aereo, TAAG ha immediatamente schierato i propri aerei sul corridoio europeo. TAAG ha quindi restituito il Boeing 747-400 alla South African Airways. Nel novembre 2009, la Commissione europea ha esteso l'autorizzazione ai quattro Boeing 737-700 della TAAG. Sempre nel novembre 2009, TAAG ha ripreso i servizi per L'Avana. Alla fine di marzo 2010, le restrizioni sulle operazioni della TAAG sono state nuovamente allentate in seguito all'annuncio che la compagnia aerea avrebbe potuto far volare i suoi Boeing 777-200ER e 737-700 verso tutti gli aeroporti europei.
Nel dicembre 2010, due incidenti ai motori che hanno coinvolto i Boeing 777-200ER di TAAG hanno costretto il vettore a mettere a terra i tre velivoli del tipo.
Nell'aprile 2012, il divieto è stato parzialmente revocato, ma ad alcuni aerei è stato ancora impedito di volare nello spazio aereo europeo. Una versione aggiornata dell'elenco delle compagnie aeree vietate nell'UE pubblicata all'inizio di dicembre 2012 includeva ancora parte della flotta di TAAG; tuttavia, cinque Boeing 777 e quattro Boeing 737-700 erano autorizzati a operare nell'UE; ci sono stati pochi o nessun cambiamento nell'elenco per quanto riguarda gli aeromobili che la compagnia aerea è stata autorizzata a far volare nell'UE, a seguito del rilascio dell'11 ultime versioni dell'elenco nel luglio 2013, dicembre 2013, aprile 2014, dicembre 2014, giugno 2015, dicembre 2015, giugno 2016, dicembre 2016 , maggio 2017, novembre 2017, e giugno 2018.
Il 17 aprile 2019, il divieto è stato completamente revocato, consentendo a TAAG di far volare tutti i suoi aeromobili verso qualsiasi paese dell'UE.

### Management di Emirates (2014-2017)
A fine settembre 2014 è stato firmato un accordo decennale di concessione di gestione tra Emirates e il governo dell'Angola; l'accordo riguardava anche il code sharing di volo e il coordinamento dei programmi frequent flyer. Nel primo anno di attività previsto dall'accordo, le perdite annuali sono state ridotte da 175 milioni a 5 milioni di dollari; i dati verificati da Ernst & Young per il periodo gennaio-dicembre 2016 sono stati approvati nella riunione del consiglio di amministrazione della compagnia aerea il 9 marzo 2017.
Il contratto è stato rescisso unilateralmente da Emirates nel 2017 dopo che il vettore degli Emirati ha riscontrato difficoltà nell'espatriare circa 340 milioni di dollari di ricavi dall'Angola.

## Identità aziendale

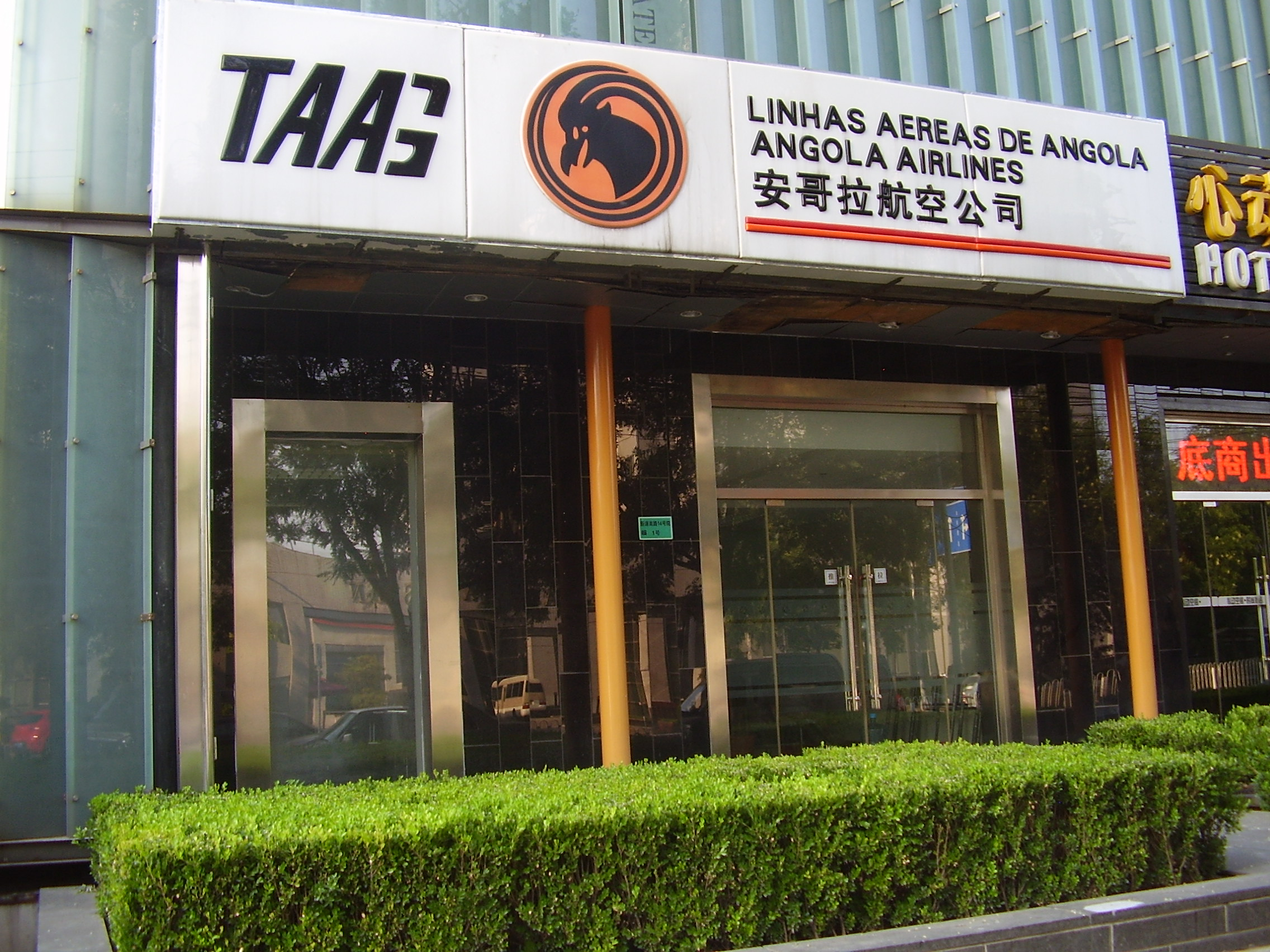
Gli uffici a Pechino.

### Proprietà, management e strutture
Originariamente costituita all'interno di un dipartimento governativo, TAAG Angola Airlines rimane posseduta al 100% dal governo dell'Angola. È essa stessa l'unico proprietario dell'Angola Air Charter, anch'essa con sede a Luanda, che opera charter cargo in Africa.
Al 2021, Joaquim Teixeira da Cunha ricopre la carica di presidente e amministratore delegato. Vipula Gunatilleka ricopre la carica di direttore finanziario dall'agosto 2017.

### Business trends
I rapporti annuali della compagnia aerea non sembrano essere stati pubblicati. In assenza di questi, le fonti principali per le tendenze sono i rapporti di stampa e i rapporti di settore sulla dimensione della flotta; anche questi sono solo indicativi, perché non sempre è chiaro se gli aeromobili registrati siano effettivamente in servizio. I dati disponibili (per l'anno conclusosi il 31 dicembre) sono:
|                       | 2008   | 2009   | 2010   | 2011   | 2012   | 2013   | 2014 | 2015   | 2016   | 2017   | 2018   | 2019   |
| --------------------- | ------ | ------ | ------ | ------ | ------ | ------ | ---- | ------ | ------ | ------ | ------ | ------ |
| Fatturato (milioni)   |        | 585    |        | 530    | 560    |        | 700  |        |        |        |        |        |
| Utile netto (milioni) | -70    | -72    |        |        |        |        | -99  | -140   | -5     |        |        |        |
| Dipendenti            |        | 4.124  |        |        | 3.281  | 3.589  |      | 3.559  | 3.268  | 3.112  | 3.064  | 3.064  |
| Passeggeri (milioni)  |        |        | 1,1    | 0,8    | 1,1    | 1,3    |      | 1,3    | 1,2    | 1,4    | 1,5    | 1,5    |
| Load factor (%)       |        |        |        |        |        |        |      | 57,0   | 49,0   | 50,0   | 46,0   | 50,0   |
| Numero di aerei       | 14     | 11     | 11     | 12     | 12     | 11     | 14   | 13     | 13     | 13     | 13     | 15     |
| Note/Fonti            | [ 42 ] | [ 43 ] | [ 43 ] | [ 44 ] | [ 45 ] | [ 46 ] |      | [ 47 ] | [ 40 ] | [ 48 ] | [ 49 ] | [ 50 ] |

### Quartier generale
TAAG ha la sua sede centrale a Luanda, in Angola. La compagnia aerea ha uffici anche in Asia, Europa e Nord e Sud America, e ha aperto un ufficio nel distretto di Chaoyang, Pechino, nel 2010.

## Flotta

### Flotta attuale

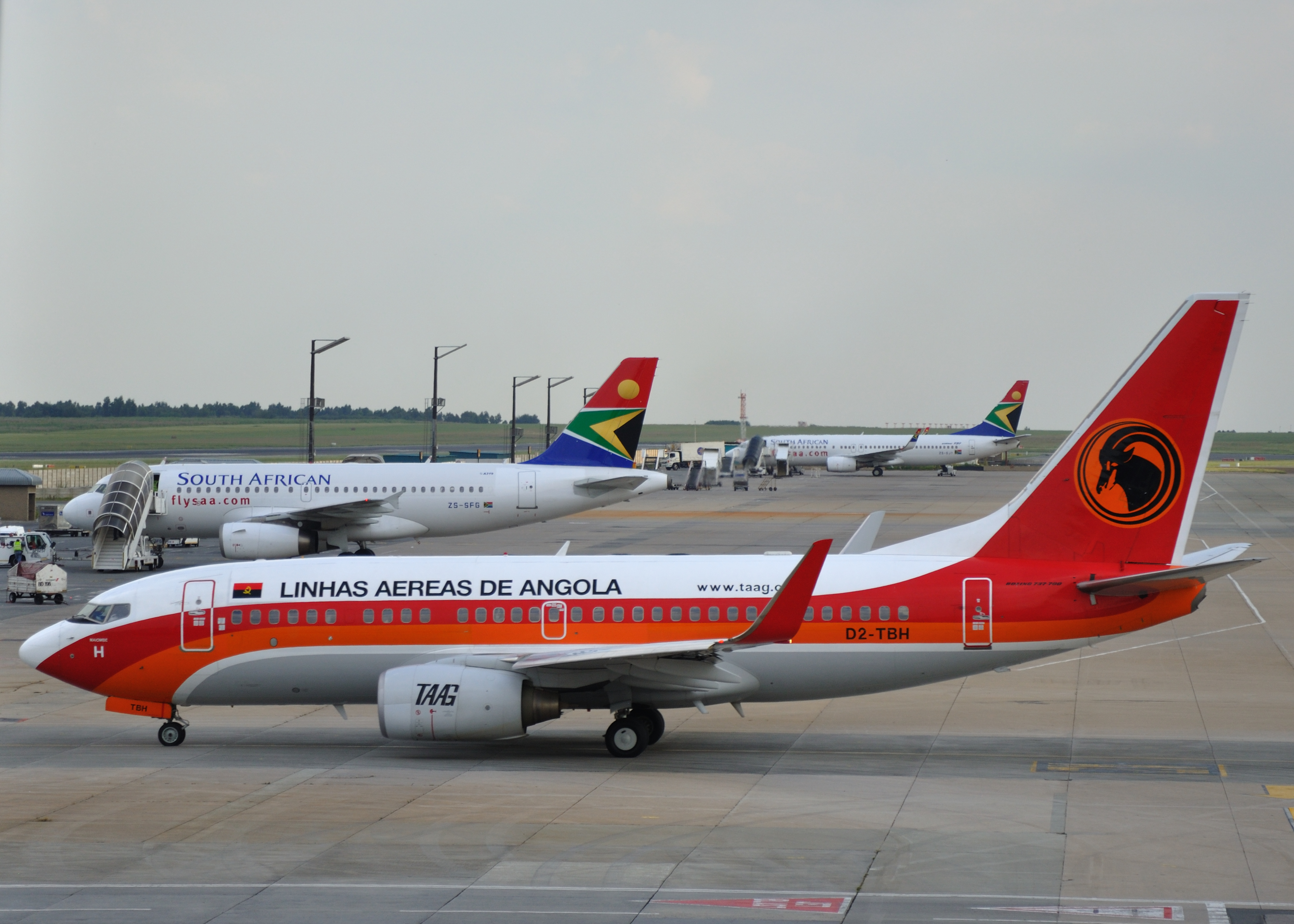
Un Boeing 737-700.

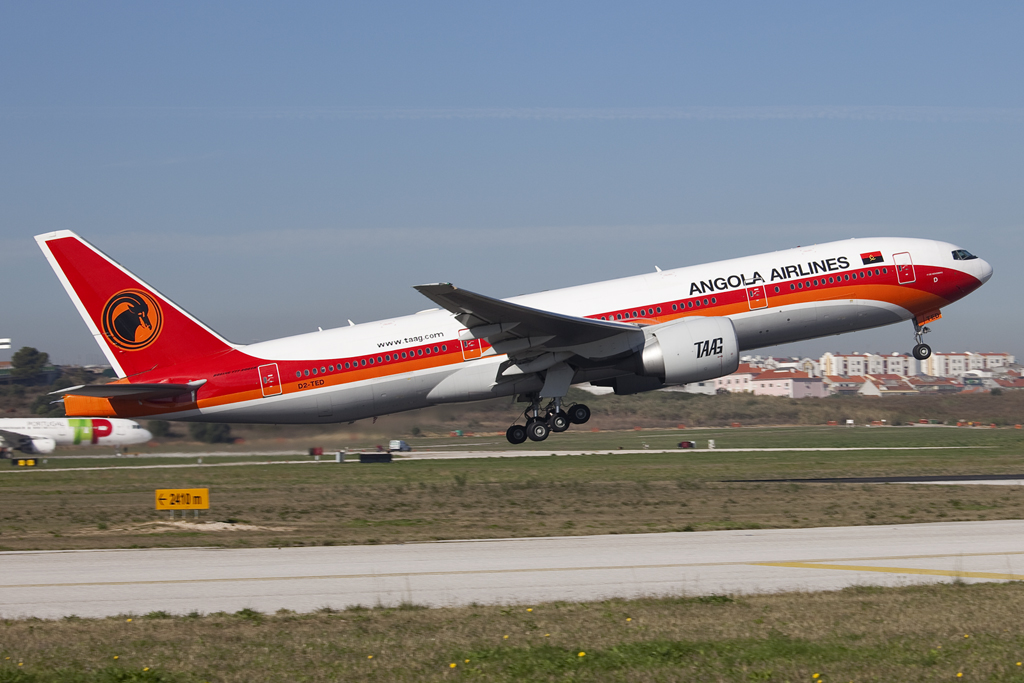
Un Boeing 777-200ER.

A febbraio 2025 la flotta di TAAG Angola Airlines è così composta:

### Flotta storica
TAAG Angola Airlines operava in precedenza con i seguenti aeromobili:
- Airbus A340-300
- Antonov An-26
- Boeing 707-320B
- Boeing 707-320C
- Boeing 727-100C
- Boeing 737-200 Advanced
- Boeing 737-200C
- Boeing 747-300
- Boeing 747-400
- Douglas C-47A
- Douglas DC-8-30
- Douglas DC-8-50
- Fokker F27-100
- Fokker F27-200
- Fokker F27-400
- Fokker F27-500
- Fokker F27-600
- Fokker F50
- Ilyushin Il-62M
- Lockheed L-100-20
- Lockheed L-100-30
- Lockheed L-1011-500
- Sud Aviation Caravelle
- Yakovlev Yak-40

## Incidenti
- L'8 giugno 1980, lo Yakovlev Yak-40 di marche D2-TYC si schiantò vicino a Matala, in Angola; non ci furono sopravvissuti tra i 19 a bordo. L'aereo stava operando un volo nazionale da Jamba (JMB) a Lubango (SDD). Le autorità angolane riferirono all'ICAO che il volo era decollato alle 15:15 ed era precipitato alle 15:32 dopo essere stato colpito a seguito di 'azioni di un aereo straniero'.[57]
- L'8 novembre 1983, il volo TAAG Angola Airlines 462, operato da un Boeing 737-200, precipitò poco dopo il decollo dall'aeroporto di Lubango. Tutti i 130 occupanti persero la vita nello schianto. I guerriglieri dell'UNITA dichiararono di aver abbattuto l'aereo, che credevano trasportasse solo personale militare, con un missile terra-aria allo scopo di protestare contro il governo dell'Angola. Le indagini post-incidente sul relitto dell'aeromobile da parte delle autorità angolane non trovarono prove di danni dovuti a missili, e la causa dell'incidente venne ufficialmente considerata un guasto meccanico di origine ignota.[58]
- Il 14 aprile 1997, il Fokker F27 di marche D2-TFP precipitò poco dopo il decollo da Brazzaville, provocando la morte di tre dei sette a bordo.[59]
- Il 28 giugno 2007, il Boeing 737 di marche D2-TBP atterrò troppo corto mancando la pista e andando a scontrarsi con alcune auto e un edificio. Le vittime furono in totale sei.[60]